# Беван, Дженни
Дженни Беван (англ. Jenny Beavan; род. в 1950 году, Лондон, Великобритания) — британская художница по костюмам. Трёхкратная лауреатка премии «Оскар» за лучший дизайн костюмов (на которую номинировалась 11 раз) в фильмах «Комната с видом» (1985), «Безумный Макс: Дорога ярости» (2015) и «Круэлла» (2021).

## Карьера
Родилась в Лондоне, в семье виолончелиста и альтистки, там же обучалась сценографии в Центральной школе искусств и дизайна. В 1970-е годы работала по профессии в лондонских театральных постановках. В кинематограф пришла художницей по костюмам в конце 1970-х годов, в основном работала в исторических, костюмированных драмах производства Merchant Ivory Productions. За дизайн костюмов к одной из таких картин — «Комната с видом», в 1987 году была удостоена «Оскара». Второй «Оскар» ей достался только спустя 29 лет после первой награды — в 2016 году за костюмы к фантастическому фильму «Безумный Макс: Дорога ярости», в котором одежда персонажей радикально отличались от элегантных костюмов викторианской эпохи и начала XX века, с которых Дженни Беван начинала свою карьеру в кино. Третьего «Оскара» удостоена в 2022 году за «Лучший дизайн костюмов» к криминально-комедийной картине «Круэлла».
В 2017 году была удостоена звания офицера ордена Британской империи (OBE) за театральные заслуги (for services to drama production).
В начале своей карьеры, Дженни Беван часто работала вместе с дизайнером костюмов Джоном Брайтом, основателем дома Cosprop, по пошиву и прокату костюмов. Сообща они создали костюмы для десятка фильмов и совместно разделили шесть номинаций на премию «Оскар».

## Фильмография
Дизайнер костюмов
- 1978 — Суета вокруг картин Джорджа и Бонни / Hullabaloo Over Georgie and Bonnie's Pictures (ТВ, реж. Джеймс Айвори)
- 1980 — Джейн Остин на Манхэттене (реж. Джеймс Айвори)
- 1980 — Holding the Fort (сериал, эпизод «Over a Barrel», реж. Лес Чатфилд)
- 1981 — Красивая любовь / A Fine Romance (сериал, 6 эпизодов, реж. Джеймс Селлан Джонс)
- 1984 — Бостонцы (реж. Джеймс Айвори)
- 1985 — Комната с видом (реж. Джеймс Айвори)
- 1986 — Лорд Маунтбеттен: Последний вице-король / Lord Mountbatten: The Last Viceroy (мини-сериал, реж. Том Клегг)
- 1987 — Морис (реж. Джеймс Айвори)
- 1988 — Летняя история / A Summer Story (реж. Пьерс Хаггард)
- 1988 — Душители (реж. Николас Мейер)
- 1989 — Back Home (ТВ, реж. Пьерс Хаггард)
- 1990 — Лунные горы (реж. Боб Рейфелсон)
- 1991 — Белый Клык (реж. Рэндал Клайзер)
- 1991 — Экспромт (реж. Джеймс Лэпин)
- 1992 — Мост / The Bridge (реж. Сидни Макартни)
- 1992 — Говардс-Энд (реж. Джеймс Айвори)
- 1992 — The Blackheath Poisonings (мини-сериал, реж. Стюарт Орм)
- 1993 — Дети свинга (реж. Томас Картер)
- 1993 — Остаток дня (реж. Джеймс Айвори)
- 1994 — Чёрный Красавец (реж. Кэролайн Томпсон)
- 1995 — Джефферсон в Париже (реж. Джеймс Айвори)
- 1995 — Разум и чувства (реж. Энг Ли)
- 1996 — Джейн Эйр (реж. Франко Дзеффирелли)
- 1996 — Эмма (ТВ, реж. Диармайд Лоуренс)
- 1997 — Метролэнд / Metroland (реж. Филип Савилл)
- 1998 — История вечной любви (реж. Энди Теннант)
- 1999 — Чай с Муссолини (реж. Франко Дзеффирелли)
- 1999 — Анна и король (реж. Энди Теннант)
- 2001 — Госфорд-парк (реж. Роберт Олтмен)
- 2002 — Черчилль / The Gathering Storm (ТВ, реж. Ричард Лонкрейн)
- 2002 — Одержимость (реж. Нил Лабут)
- 2003 — Байрон (ТВ, реж. Джулиан Фарино)
- 2003 — В ловушке времени (реж. Ричард Доннер)
- 2004 — Александр (реж. Оливер Стоун)
- 2005 — Казанова (реж. Лассе Халльстрём)
- 2006 — Чёрная орхидея (реж. Брайан Де Пальма)
- 2006 — Удивительная лёгкость (реж. Майкл Эптед)
- 2008 — Вызов (реж. Эдвард Цвик)
- 2007—2009 — Крэнфорд (сериал, реж. Саймон Кертис, Стив Хадсон)
- 2009 — Шерлок Холмс (реж. Гай Ричи)
- 2010 — Король говорит! (реж. Том Хупер)
- 2011 — Шерлок Холмс: Игра теней (реж. Гай Ричи)
- 2012 — Гамбит (реж. Майкл Хоффман)
- 2015 — «Ахап Ереч» Роальда Даля (ТВ, реж. Дервла Уолш)
- 2015 — Номер 44 (реж. Даниэль Эспиноса)
- 2015 — Безумный Макс: Дорога ярости (реж. Джордж Миллер)
- 2016 — Соединённое королевство (реж. Амма Асанте)
- 2016 — Лекарство от здоровья (реж. Гор Вербински)
- 2017 — Живое (реж. Даниэль Эспиноса)
- 2018 — Щелкунчик и четыре королевства (реж. Лассе Халльстрём)
- 2018 — Патрик (реж. Мэнди Флетчер)
- 2018 — Кристофер Робин (реж. Марк Форстер)
- 2018 — Щелкунчик и четыре королевства (реж. Лассе Халльстрём, Джо Джонстон)
- 2019 — Миссис Лаури и сын (реж. Адриан Ноубл)
- 2020 — Удивительное путешествие доктора Дулиттла (реж. Стивен Гейган)
- 2021 — Круэлла (реж. Крейг Гиллеспи)
- 2022 — Миссис Харрис едет в Париж (реж. Энтони Фабиан)
- 2022 — White Bird: A Wonder Story (реж. Марк Форстер)

Costume and Wardrobe Department
- 1979 — Европейцы (costume assistant) (реж. Джеймс Айвори)
- 1997 — Лолита (costumes: 1921 sequence) (реж. Эдриан Лайн)

## Награды и номинации

### Кино и телевидение
Премия «Оскар» за лучший дизайн костюмов:
- 1985 — «Бостонцы» (номинация, совместно с Джоном Брайтом)
- 1987 — «Комната с видом» (награда, совместно с Джоном Брайтом)
- 1988 — «Морис» (номинация, совместно с Джоном Брайтом)
- 1993 — «Говардс-Энд» (номинация, совместно с Джоном Брайтом)
- 1994 — «Остаток дня» (номинация, совместно с Джоном Брайтом)
- 1996 — «Разум и чувства» (номинация, совместно с Джоном Брайтом)
- 2000 — «Анна и король» (номинация)
- 2002 — «Госфорд-парк» (номинация)
- 2011 — «Король говорит!» (номинация)
- 2016 — «Безумный Макс: Дорога ярости» (награда)
- 2022 — «Круэлла» (награда)

Премия BAFTA Film Awards за лучший дизайн костюмов:
- 1985 — «Бостонцы» (номинация, совместно с Джоном Брайтом)
- 1987 — «Комната с видом» (награда, совместно с Джоном Брайтом)
- 1993 — «Говардс-Энд» (номинация, совместно с Джоном Брайтом)
- 1996 — «Разум и чувства» (номинация, совместно с Джоном Брайтом)
- 2000 — «Чай с Муссолини» (номинация, совместно с Анной Анни и Альберто Спьяцци)
- 2002 — «Госфорд-парк» (награда)
- 2011 — «Король говорит!» (номинация)
- 2016 — «Безумный Макс: Дорога ярости» (награда)
- 2022 — «Круэлла» (награда)

Премия BAFTA TV Awards за лучший дизайн костюмов:
- 2003 — «Черчилль» (номинация)
- 2008 — «Крэнфорд» (номинация)
- 2010 — «Крэнфорд» (номинация)

Прайм-таймовая премия «Эмми» за лучший дизайн костюмов в мини-сериале или специальном выпуске:
- 1986 — «Лорд Маунтбеттен: Последний вице-король» (для 1-й части) (номинация)
- 1997 — «Эмма» (награда, совместно с Мэри Малин «Наследство»)
- 2002 — «Черчилль» (номинация, совместно с Анной Кот и Клэр Спрагг)
- 2008 — «Крэнфорд» для 1-й части (номинация, совместно с Марком Фергюсоном)
- 2010 — «Крэнфорд» для 2-й части (награда, совместно с Элисон Бирд)

Премия «Сатурн» за лучшие костюмы:
- 1999 — «История вечной любви» (награда)
- 2010 — «Шерлок Холмс» (номинация)
- 2012 — «Шерлок Холмс: Игра теней» (номинация)

Премия «Давид ди Донателло» лучшему художнику по костюмам:
- 1996 — «Джейн Эйр» (награда)

Премия «Спутник» за лучший дизайн костюмов:
- 1999 — «История вечной любви» (номинация)
- 2000 — «Анна и король» (номинация)
- 2006 — «Чёрная орхидея» (номинация)
- 2007 — «Удивительная лёгкость» (номинация)
- 2010 — «Король говорит!» (номинация)

### Театр
Премия «Тони» за лучший дизайн костюмов:
- 2002 — «Частная жизнь» (Private Lives) (номинация)

Премия Лоренса Оливье за лучший дизайн костюмов:
- 2002 — «Частная жизнь» (награда)